# Karl Philipp von Gemmingen
Karl Philipp von Gemmingen (* 24. Mai 1771 in Ansbach; † 10. Juli 1831 in Bonfeld) war königlich-preußischer Domherr in Cammin, Kommandeur des Zähringer Löwenordens und Schlossherr im Bonfelder Oberschloss. 

## Leben
Er war ein Sohn des brandenburg-ansbachischen Ministers Karl Friedrich Reinhard von Gemmingen (1739–1822) und der Philippine Magdalena von Wöllwarth-Lauterburg (1750–1825). Die Eltern hatten insgesamt elf Kinder, doch Karl Philipp hat als einziger Sohn das Erwachsenenalter erreicht und den Vater überlebt. Er studierte gemeinsam mit Johann Heinrich Liebeskind Rechtswissenschaften in Göttingen und war anschließend geraume Zeit Assessor beim Regierungskollegium in Ansbach. Er verwaltete den ererbten Güterbesitz in Bonfeld, nämlich das Bonfelder Oberschloss mit Zugehör. In Bonfeld ist er 1831 verstorben und auf dem Bonfelder Friedhof beigesetzt worden, wo seine Grabstelle bis heute erhalten ist. Seine Witwe zog später nach Karlsruhe, wohin ihr die früh verwitwete und im Badischen Frauenverein tätige Tochter Auguste folgte. Den Besitz in Bonfeld bewirtschaftete nach ihm sein Sohn Eduard, nach dessen frühem Tod der ältere Sohn Karl Weiprecht Reinhard.

## Familie

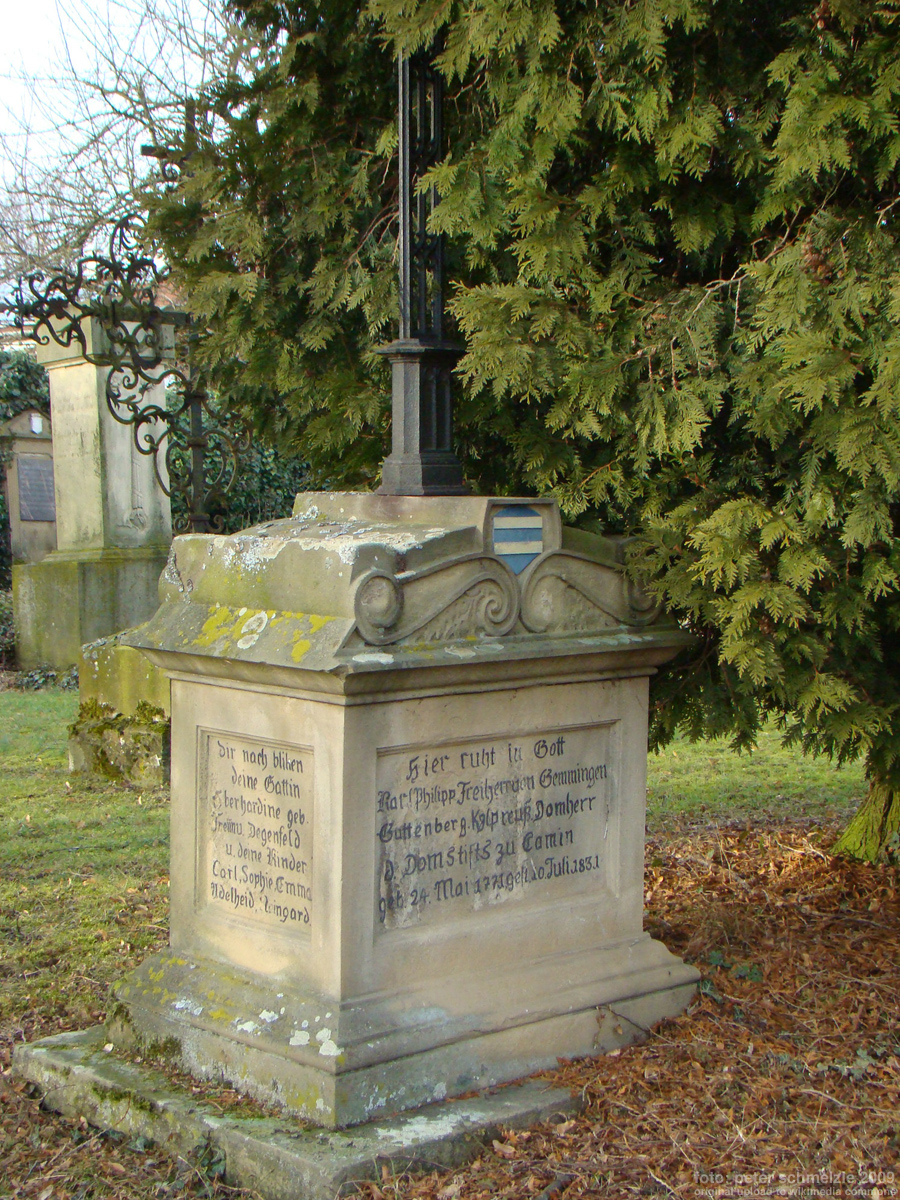
Grabmal von Karl Philipp von Gemmingen auf dem Friedhof in Bonfeld

Er war ab 1. März 1797 mit Sophie Auguste Louise von Degenfeld-Neuhaus (1767–1802) verheiratet, einer Tochter des Christoph Eberhard Friedrich von Degenfeld und Witwe des 1790 verstorbenen Karl von St. André. Nach dem Tod seiner ersten Gattin heiratete er 1803 deren Schwester Eberhardine Christiane von Degenfeld-Neuhaus (1773–1847).
Nachkommen:
- Karl Weiprecht Reinhard (1797–1882) ⚭ Emma von Uttenhofen, Hippolythe von Zeppelin (1831–1882)
- Sophie Philippine Benedikta (* 1800) ⚭ Benjamin Franz von Tessin
- Emma Caroline Sebastiana (1804–1858) ⚭ Wilhelm Ludwig von Gemmingen-Gemmingen
- Eduard Friedrich Ludwig (1807–1846) ⚭ Luise von Gemmingen-Hornberg (1812–1849)
- Auguste Laura Luise (1809–1893) ⚭ Johannes von Hardenberg († 1841)